# ميخائيل هارت (مجدف)
ميخائيل هارت (بالإنجليزية: Michael Hart)‏ هو مجدف بريطاني، ولد في 24 أكتوبر 1951.

## وصلات خارجية
- مايكل هارت على موقع الاتحاد الدولي للتجديف (الإنجليزية)
- مايكل هارت على موقع اللجنة الأولمبية الدولية (الإنجليزية)
- مايكل هارت على موقع أوليمبيديا (الإنجليزية)